# Basciano
Basciano é uma comuna italiana da região dos Abruzos, província de Teramo, com cerca de 2.351 habitantes. Estende-se por uma área de 18 km², tendo uma densidade populacional de 131 hab/km². Faz fronteira com Castel Castagna, Colledara, Montorio al Vomano, Penna Sant'Andrea, Teramo.

## Demografia
| Variação demográfica do município entre 1861 e 2011                               |
|                                                                                   |
| Fonte: Istituto Nazionale di Statistica (ISTAT) - Elaboração gráfica da Wikipedia |